# 奧德根 (伊利諾伊州)
奧德根（英語：Odgen）是位於美國伊利諾伊州沃巴什縣的一個非建制地區。該地的面積和人口皆未知。

## 地理
奧德根的座標為38°27′07″N 87°49′37″W / 38.45194°N 87.82694°W，而該地的平均海拔高度為149米（即489英尺）。